# Monte Fasce
Der Monte Fasce, auch Monte Fascie, ist ein Berg bei der italienischen Hafenstadt Genua. Mit seinen 832 Metern Höhe gehört er zu den höchsten Erhebungen im Einzugsgebiet der Großstadt und prägt das Stadtbild maßgebend. Er gehört zum Gebirgszug des Ligurischen Apennins und bildet den Parco Urbano di Monte Fasce e Monte Moro (zu deutsch: Stadtpark Monte Fasce und Monte Moro).
Der Monte Fasce erhebt sich nördlich der östlichen Stadtviertel Quarto dei Mille, Quinto und Nervi und schirmt diese gegen die kühlen Nordwinde ab. Der Gipfel ist kegelförmig, ähnlich einem Vulkan, und ist circa drei Kilometer vom Ligurischen Meer entfernt.
Auf dem Gipfel stehen zahlreiche Fernseh- und Radiorelaisstationen öffentlicher und privater Anbieter. Auf dem höchsten Punkt des Monte Fasce steht ein 14 Meter hohes Eisenkreuz aus dem Jahre 1900.
Die nahegelegenen Prati di Fascia sind ein traditionelles Ausflugsziel der Genueser. Dort eröffnet sich dem Besucher ein Panorama über die gesamte Stadt, bei günstiger Wetterlage sind die Insel Korsika und die Gebirgszüge der Apuanischen Alpen, der Seealpen, der Walliser Alpen und der Lepontinischen Alpen auszumachen.
Die Prati di Fascia sind über die SP 67 (del Monte Fasce) zu erreichen, die das genuesische Wohnviertel Apparizione mit der Ortschaft Uscio verbindet. Von dort führt eine Straße zum Gipfel.